# Wladimir Igorewitsch Malachow
Wladimir Igorewitsch Malachow (russisch Владимир Игоревич Малахов; * 30. August 1968 in Swerdlowsk, Russische SFSR) ist ein ehemaliger russischer Eishockeyspieler.

## Karriere
Während seiner sowjetischen Zeit spielte er bei HK ZSKA Moskau und HK Spartak Moskau. Beim NHL Entry Draft 1989 war er in der zehnten Runde an 191. Stelle durch die New York Islanders ausgewählt worden. 1992 wechselte er dann nach dem Zerfall der Sowjetunion zu den Islanders in die National Hockey League. Weitere Stationen seiner Karriere in der NHL waren die Montreal Canadiens, New Jersey Devils, mit denen er in der Saison 1999/00 den Stanley Cup gewann, New York Rangers und die Philadelphia Flyers. Nachdem er die Lockout-Saison 2004/05 komplett ausgesetzt hatte, kehrte er zur Spielzeit 2005/06 zu den New Jersey Devils zurück. Nachdem im Verlauf der Saison Malachow dem Devils-Training unentschuldigt fernblieb und Gerüchte über seinen Rücktritt aufkamen, die sich später als Klärung von persönlichen Problemen herausstellten, und er dem Team zu teuer geworden war, transferierten sie die Rechte an seiner Person für Alexander Koroljuk zu den San Jose Sharks. Aufgrund von Knieproblemen hatte Malachow das Ende seiner Karriere wenige Tage zuvor bekannt gegeben.
Bereits am 30. Oktober 1988 wurde er in das Team der sowjetischen Eishockeynationalmannschaft berufen. Nach dem Zerfall der Sowjetunion war er zuerst Mitglied des Vereinten Teams und danach der russischen Eishockeynationalmannschaft. Seine internationale Karriere wurde mit der Goldmedaille bei den Olympischen Winterspielen 1992 und der Bronzemedaille 2002 gekrönt. 1990 wurde er in die „Russische Hockey Hall of Fame“ aufgenommen.

## Erfolge und Auszeichnungen
- 1993 NHL All-Rookie Team
- 2000 Mitglied im Triple Gold Club